# اچ‌ام‌اس آکیله (۱۷۹۸)
اچ‌ام‌اس آکیله (۱۷۹۸) (به انگلیسی: HMS Achille (1798)) یک کشتی بود که طول آن ۱۸۲ فوت ۲ اینچ (۵۵٫۵۲ متر) بود. این کشتی در سال ۱۷۹۸ ساخته شد.